# Château de Vollrads
Le château de Vollrads (Schloß Vollrads) est un château qui fait partie du domaine viticole de Schloß Vollrads, dans le Rheingau en Allemagne, dans une région de vignobles depuis huit cents ans. Son cépage est le riesling.

## Histoire
Le château est nommé d'après les seigneurs de Winkel, dont l'un portait le nom de baptême de Vollradus en 1218. Le chevalier Conrad, en latin Conradus dictus Vollradus, détient le domaine en 1268, mais il n'est pas fait mention de bâtisses.

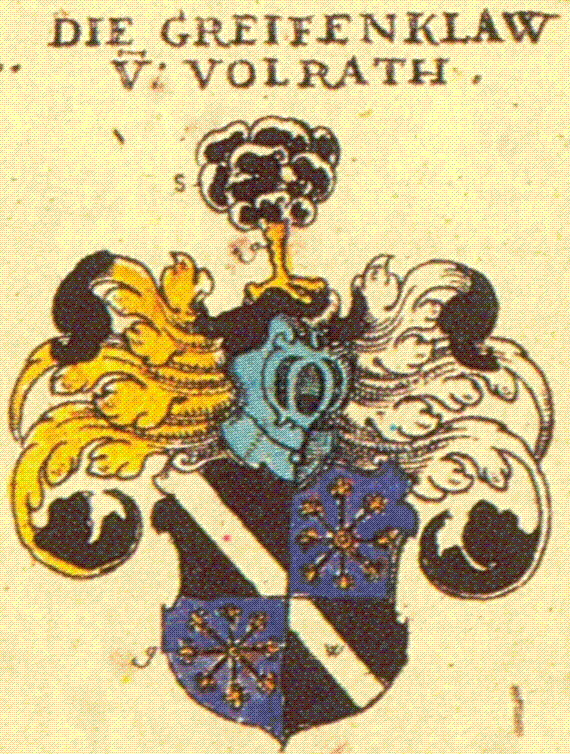
Blason des barons de Greiffenclau

Le château actuel est construit à  l'emplacement d'un ancien wasserburg avec donjon d'habitation datant du premier tiers du XIVe siècle. Les seigneurs de Greiffenclau héritent du domaine des Winkel au XIVe siècle et font construire une tour octogonale contre le donjon en 1471, avec fenêtres baroquisées en 1620.
C'est en 1684 que Georg Philipp Greiffenclau von Vollrads fait bâtir le château tel qu'on peut le voir aujourd'hui, avec deux ailes, à côté de la tour de donjon. Son fils Johann Erwein l'agrandit et construit vers 1700 les bâtiments de l'exploitation viticole, ainsi que des murs d'enceinte. Il fait aussi dessiner un jardin d'agrément et coiffer la tour d'une toiture baroque.

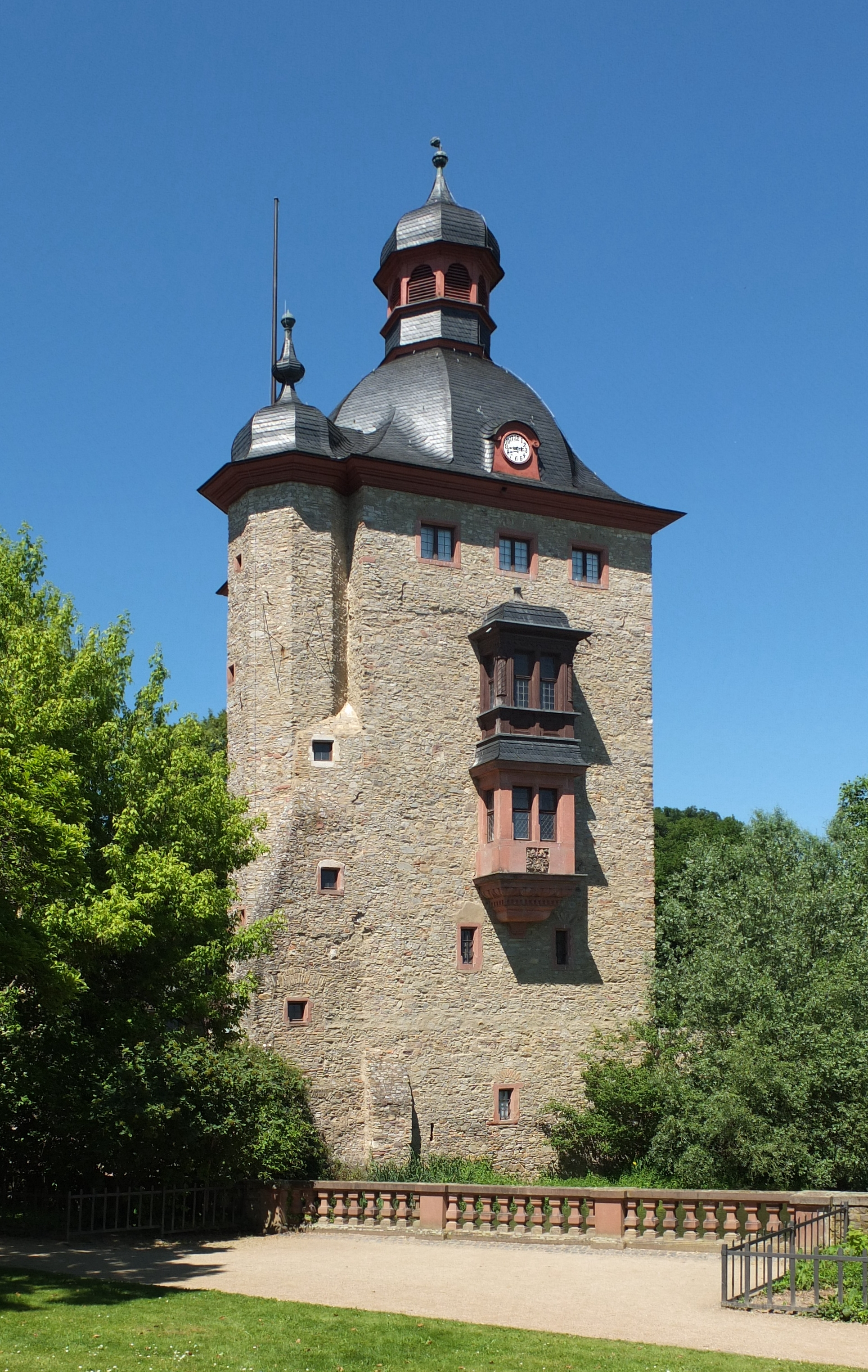
Vue du donjon de Vollrads (XIVe siècle) avec des fenêtres de 1620

La comtesse von Matuschka, née Clara Greiffenclau von Vollrads, héritière du château, procède à de nouveaux travaux en 1907-1908. Elle fait élargir la terrasse, construire deux tourelles et rehausser l'aile sud d'un étage. Le comte Richard von Matuschka-Greiffenclau, futur président de l'union des viticulteurs d'Allemagne, en hérite en 1935. Son fils Erwein en hérite à son tour en 1975, mais pour des raisons financières en passe la propriété à la Nassauische Sparkasse (Caisse d'Épargne de Nassau) en 1997. Désespéré de cette faillite, le comte se suicide...
Le château est fermé au public, sauf pendant certains événements (concerts l'été, et dégustations à certaines époques), mais la Nassauische Sparkasse a ouvert un restaurant dans une partie des bâtiments.
Le domaine, l'un des plus anciens d'Allemagne, a le droit au nom de Schloss Vollrads Riesling

## Source
- (de) Cet article est partiellement ou en totalité issu de l’article de Wikipédia en allemand intitulé « Schloss Vollrads » (voir la liste des auteurs).